# 1646
| [ Edytuj tabelę ]              | |
| Król Polski                    | - 1632 Władysław IV Waza 1648 |
| Współksiążęta Andory           | - 1634 Pau Duran 1651 - 1643 Ludwik XIV 1715                                                                                                  |
| Król Anglii i Szkocji          | - 1625 Karol I 1649 |
| Elektor Bawarii                | - 1623 Maksymilian I Bawarski 1651 |
| Elektor Brandenburgii          | - 1640 Fryderyk Wilhelm 1688 |
| Sułtan Brunei                  | - 1619 Abdul Jailul Akhbar 1649 - 1625 Muhammad Ali 1660                                                                                      |
| Cesarz Chin                    | - 1644 Shunzhi 1661 |
| Król Czech                     | - 1637 Ferdynand III Habsburg 1657 |
| Król Danii                     | - 1588 Chrystian IV 1648 |
| Dalajlama                      | - 1617 Lobsang Gjaco 1682 |
| Cesarz Etiopii                 | - 1632 Fasiledes 1667 |
| Król Francji                   | - 1643 Ludwik XIV 1715 |
| Król Hiszpanii                 | - 1621 Filip IV 1665 |
| Landgraf Hesji-Kassel          | - 1637 Wilhelm VI Sprawiedliwy 1663 |
| Stadhouder Holandii            | - 1625 Fryderyk Henryk Orański 1647 |
| Szach Iranu                    | - 1642 Abbas II 1666 |
| Państwo Wielkich Mogołów       | - 1627 Szahdżahan 1658 |
| Król Irlandii                  | - 1625 Karol I Stuart 1649 |
| Cesarz Japonii                 | - 1643 Go-Kōmyō 1654 |
| Kalif                          | - 1640 Ibrahim I 1648 |
| Patriarcha Konstantynopola     | - 1644 Parteniusz II 1646 - 1646 Joannik II 1648                                                                                              |
| Władca Korei                   | - 1623 Injo 1649 |
| Książę Kurlandii i Semigalii   | - 1642 Jakub Kettler 1682 |
| Książę Liechtensteinu          | - 1627 Karol Euzebiusz 1684 |
| Książę Monako                  | - 1612 Honoriusz II 1662 |
| Król Nawarry                   | - 1643 Ludwik XIV 1710 |
| Król Norwegii                  | - 1588 Chrystian IV 1648 |
| Sułtan Omanu                   | - 1624 Nasir ibn Murszid 1649 |
| Elektor Palatynatu             | - 1623 Maksymilian I Bawarski 1648 |
| Papież                         | - 1644 Innocenty X 1655 |
| Książę Parmy i Piacenzy        | - 1622 Edward I 1646 - 1646 Ranuccio II 1694                                                                                                  |
| Król Portugalii                | - 1640 Jan IV 1656 |
| Książę w Prusach               | - 1640 Fryderyk Wilhelm Wielki Elektor 1688                                                                                                   |
| Car Rosji                      | - 1645 Aleksy I 1676 |
| Cesarz Rzymski (niemiecki)     | - 1637 Ferdynand III Habsburg 1657 |
| Kapitanowie Regenci San Marino | - 1645 Marc'Antonio Bonetti Ottavio Giannini 1646 - 1646 Carlo Loli Vincenzo Lorenzoni 1646 - 1646 Claudio Belluzzi Paolo Antonio Onofri 1647 |
| Elektor Saksonii               | - 1611 Jan Jerzy I Wettyn 1656 |
| Król Szwecji                   | - 1632 Krystyna Waza 1654 |
| Król Tajlandii                 | - 1630 Prasat Thong 1655 |
| Sułtan Turków                  | - 1640 Ibrahim I 1648 |
| Doża Wenecji                   | - 1631 Francesco Erizzo 1646 - 1646 Francesco Molino 1655                                                                                     |
| Król Węgier                    | - 1637 Ferdynand IV 1654 |
| Książęta Wirtembergii          | - 1628 Eberhard III 1674 |

Rok 1646 / MDCXLVI
stulecia: XVI wiek ~
XVII wiek ~
XVIII wiek

lata: 1636 «
1641 «
1642 «
1643 «
1644 «
1645 «
1646
» 1647
» 1648
» 1649
» 1650
» 1651
» 1656

## Wydarzenia w Polsce
- styczeń - posiłkowa wyprawa oddziałów polskich na ziemie moskiewskie

- 10 marca – król Władysław IV Waza ożenił się z księżniczką francuską Marią Ludwiką Gonzagą de Nevers.
- 15 lipca – została koronowana Ludwika Maria Gonzaga, żona Władysława IV Wazy, potem Jana Kazimierza.
- 25 października-7 grudnia – w Warszawie obradował sejm zwyczajny[1].
- Krzysztof Arciszewski powrócił do Polski i przyjął ponowioną przez króla Władysława IV Wazę propozycję objęcia dowództwa artylerii koronnej.

## Wydarzenia na świecie
- 16 lutego – angielska wojna domowa: bitwa pod Torrington.
- 24 kwietnia – została zawarta Unia użhorodzka między wyznawcami prawosławia na Zakarpaciu a kościołem katolickim.
- 26 maja – wojna wenecko-turecka: zwycięstwo floty weneckiej w bitwie w Cieśninie Dardanelskiej.
- 1 czerwca – Brema uzyskała status wolnego miasta Rzeszy.
- 22 listopada – wojska francuskie pod dowództwem hrabiego Harcourt zdobyły po długim oblężeniu Lleidę.

- W Anglii George Fox założył Towarzystwo Przyjaciół.

## Urodzili się
- 23 lutego – Tsunayoshi Tokugawa (jap. 徳川綱吉), piąty siogun z dynastii Tokugawa (zm. 1709)
- 15 kwietnia – Chrystian V Oldenburg, król Danii i Norwegii (zm. 1699)
- 20 kwietnia – Charles Plumier, francuski zakonnik minimita, botanik i podróżnik (zm. 1704)
- 5 czerwca – Elena Cornaro Piscopia, włoska matematyczka i filozofka, pierwsza kobieta, która otrzymała stopień naukowy doktora (zm. 1684)
- 1 lipca – Gottfried Leibniz, niemiecki matematyk i filozof (zm. 1716)
- 8 sierpnia – Godfrey Kneller, angielski malarz pochodzenia niemieckiego (zm. 1723)
- 19 sierpnia – John Flamsteed, angielski astronom (zm. 1719)

## Zmarli
- 11 marca – Stanisław Koniecpolski, hetman wielki koronny (ur. 1591)
- 19 marca – Kasper Działyński, sekretarz królewski, biskup chełmiński (ur. 1597)
- 13 maja – Maria Anna Habsburg, księżniczka hiszpańska, królowa węgierska i czeska, cesarzowa Świętego Cesarstwa Rzymskiego Narodu Niemieckiego (ur. 1606)
- 22 czerwca – Mieczysław Mleczko ze Szkopów, dworzanin i sekretarz królewski (ur. 1604)
- 7 sierpnia – Marcin od św. Feliksa, angielski franciszkanin, męczennik, błogosławiony katolicki (ur. 1602)
- 18 października – Izaak Jogues, francuski jezuita, misjonarz w Kanadzie, męczennik, święty katolicki (ur. 1607)
- 19 października – Jan de Lalande, francuski jezuita, misjonarz w Kanadzie, męczennik, święty katolicki (ur. ?)

- data dzienna nieznana: 
  - Wojciech Dębołęcki – franciszkanin, pisarz i kompozytor (data przybliżona) (ur. ok. 1585)

## Święta ruchome
- Tłusty czwartek: 8 lutego
- Ostatki: 13 lutego
- Popielec: 14 lutego
- Niedziela Palmowa: 25 marca
- Wielki Czwartek: 29 marca
- Wielki Piątek: 30 marca
- Wielka Sobota: 31 marca
- Wielkanoc: 1 kwietnia
- Poniedziałek Wielkanocny: 2 kwietnia
- Wniebowstąpienie Pańskie: 10 maja
- Zesłanie Ducha Świętego: 20 maja
- Boże Ciało: 31 maja